# Cantonul Les Avirons
Cantonul Les Avirons este un canton din arondismentul Saint-Pierre, Réunion, Franța.